# Hamidou Traoré
Hamidou Traoré (ur. 7 października 1996 w Bamako) – piłkarz malijski grający na pozycji prawego pomocnika. Od 2021 jest piłkarzem klubu Giresunspor.

## Kariera klubowa
Swoją karierę piłkarską Traoré rozpoczął w klubie Cercle Bamako, w którym w sezonie 2012/2013 zadebiutował w pierwszej lidze malijskiej. W sezonie 2013/2014 wywalczył z nim wicemistrzostwo Mali.
Na początku 2015 roku Traoré przeszedł do tureckiego Elazığsporu. Swój debiut w nim w TFF 1. Lig zaliczył 20 lutego 2015 w zwycięskim 6:1 wyjazdowym meczu z Ordusporem i w debiucie strzelił dwa gole. W Elazığsporze grał do końca sezonu 2016/2017.
Latem 2017 Traoré został zawodnikiem klubu Kardemir Karabükspor grającego w Süper Lig. Zadebiutował w nim 12 sierpnia 2017 w zremisowanym 1:1 wyjazdowym meczu z Gençlerbirliği SK. Na koniec sezonu 2017/2018 spadł z nim do 1. Lig.
W sierpniu 2018 Traoré odszedł do Adany Demirspor. Swój debiut w nim zanotował 10 sierpnia 2018 w wygranym 1:0 wyjazdowym spotkaniu z Karabüksporem. W sezonie 2020/2021 wywalczył z Adaną Demirspor awans do Süper Lig.
Latem 2021 Traoré został piłkarzem Giresunsporu. Swój debiut w nim zaliczył 16 sierpnia 2021 w przegranym 0:2 domowym meczu z Galatasaray.
| Sezon   | Klub                 | Kraj   | Rozgrywki         | Mecze | Gole |
| ------- | -------------------- | ------ | ----------------- | ----- | ---- |
| 2012/13 | Cercle Bamako        | Mali   | Première Division | ?     | ?    |
| 2013/14 | Cercle Bamako        | Mali   | Première Division | ?     | ?    |
| 2014/15 | Cercle Bamako        | Mali   | Première Division | ?     | ?    |
| 2014/15 | Elazığspor           | Turcja | TFF 1. Lig        | 7     | 3    |
| 2015/16 | Elazığspor           | Turcja | TFF 1. Lig\| 30   | 1     |      |
| 2016/17 | Elazığspor           | Turcja | TFF 1. Lig        | 31    | 5    |
| 2017/18 | Kardemir Karabükspor | Turcja | Süper Lig\| 14    | 0     |      |
| 2018/19 | Adana Demirspor      | Turcja | TFF 1. Lig        | 28    | 0    |
| 2019/20 | Adana Demirspor      | Turcja | TFF 1. Lig        | 27    | 1    |
| 2020/21 | Adana Demirspor      | Turcja | TFF 1. Lig        | 23    | 1    |

## Kariera reprezentacyjna
Traoré grał w młodzieżowej reprezentacji Mali U-20, z którą wystąpił w: Mistrzostwach Afryki U-20 2013 (4. miejsce), Mistrzostwach Świata U-20 2013 (faza grupowa), Mistrzostwach Afryki U-20 2015 (4. miejsce) i Mistrzostwach Świata U-20 2015 (3. miejsce).
W reprezentacji Mali Traoré zadebiutował 27 lipca 2013 w przegranym 0:1 towarzyskim meczu z Libią, rozegranym w Ayn Darahim. W 2022 został powołany do kadry na Puchar Narodów Afryki 2021, jednak nie rozegrał na nim żadnego meczu.